# Битка с мечове
„Битка с мечове“ (на английски: Sword Combat) е американски късометражен ням филм от 1894 година на режисьора Уилям Кенеди Диксън с участието на актьорите Наджид и Салим Насар, заснет от компанията Едисън Манюфакчъринг Къмпъни, собственост на Томас Едисън.

## В ролите
- Наджид
- Салим Насар[2]